# Manfred Hummitzsch
Manfred Hummitzsch (ur. 7 lipca 1929 w Limbach-Oberfrohna, zm. 23 grudnia 2015 w Berlinie) – funkcjonariusz Stasi, generał porucznik.

## Życiorys
Po ukończeniu szkoły ludowej od 1944 uczył się na kursach sprzedawców i 1947-1948 pracował jako sprzedawca, później jako listonosz i od 1949 w rejonowej radzie Związku Wolnej Młodzieży Niemieckiej. Od 1949 należał do SED, od 1950 pracował w Stasi, początkowo w rejonowym oddziale w mieście Flöha, od 1951 w centrali - w Wydziale III (Ochrona Gospodarki Narodowej) Zarządu Stasi Saksonii, później w Głównym Wydziale III Stasi NRD, 1955-1956 uczył się w okręgowej szkole partyjnej SED w Berlinie Wschodnim. Od 1957 pracował w Okręgowym Zarządzie Stasi w Lipsku jako szef Wydziału III, 1958-1962 I sekretarz organizacji partyjnej SED w tym zarządzie, 1962-1966 zastępca szefa Okręgowego Zarządu Stasi w Lipsku ds. operacyjnych, a 1966-1989 szef Zarządu, w 1989 otrzymał stopień generała porucznika. Jednocześnie 1960-1965 eksternistycznie studiował w Wyższej Szkole Prawniczej Stasi w Poczdamie i został dyplomowanym prawnikiem, a w 1975 doktorem prawa.